# جو كامبل (لاعب كرة قاعدة)
جو كامبل (بالإنجليزية: Joe Campbell)‏ هو لاعب كرة قاعدة أمريكي، ولد في 10 مارس 1944 في لويفيل في الولايات المتحدة.

## وصلات خارجية
- جو كامبل على موقع دوري كرة القاعدة الرئيسي (الإنجليزية)
- جو كامبل على موقعبيزبول رفرنس.كوم (الدوري الرئيسي) (الإنجليزية)
- جو كامبل على موقعبيزبول رفرنس.كوم (الدوري الثانوي) (الإنجليزية)
- جو كامبل على موقع مشجعي الرسوم البيانية (الإنجليزية)